# Merriam Woods
Merriam Woods és una població dels Estats Units a l'estat de Missouri. Segons el cens del 2000 tenia 1.142 habitants.

## Demografia
Segons el cens del 2000, Merriam Woods tenia 1.142 habitants, 468 habitatges, i 326 famílies. La densitat de població era de 312,7 habitants per km².
Dels 468 habitatges en un 28,6% hi vivien nens de menys de 18 anys, en un 54,7% hi vivien parelles casades, en un 9,6% dones solteres, i en un 30,3% no eren unitats familiars. En el 23,7% dels habitatges hi vivien persones soles el 10,3% de les quals corresponia a persones de 65 anys o més que vivien soles. El nombre mitjà de persones vivint en cada habitatge era de 2,44 i el nombre mitjà de persones que vivien en cada família era de 2,85.
Per edats la població es repartia de la següent manera: un 26% tenia menys de 18 anys, un 6% entre 18 i 24, un 25,6% entre 25 i 44, un 23,4% de 45 a 60 i un 19,1% 65 anys o més.
L'edat mediana era de 39 anys. Per cada 100 dones de 18 o més anys hi havia 91,6 homes.
La renda mediana per habitatge era de 24.132 $ i la renda mediana per família de 26.359 $. Els homes tenien una renda mediana de 22.554 $ mentre que les dones 19.107 $. La renda per capita de la població era de 13.528 $. Entorn del 17,5% de les famílies i el 22,8% de la població estaven per davall del llindar de pobresa.

## Poblacions més properes
El següent diagrama mostra les poblacions més properes.